# خوسيه دوران (ملاكم)
خوسيه دوران (بالإسبانية: José Durán Pérez)‏ مواليد 9 أكتوبر 1945 في مدريد، هو ملاكم محترف إسباني معتزل كان يصنف ضمن فئة الوزن المتوسط.

## إحصائيات
خاض خلال مسيرته 79 نزالا، فاز في 63 وتعادل في 9 وخسر في 7. فاز بالضربة القاضية في 23 نزالا.

## روابط خارجية
- خوسيه دوران على موقع بوكس ريك (الإنجليزية) (registration required)
- خوسيه دوران على موقع أوليمبيديا (الإنجليزية)